# سام روبرتس (كاتب)
سام روبرتس (بالإنجليزية: Sam Roberts)‏ هو صحفي وكاتب أمريكي، ولد في 20 يونيو 1947 في بروكلين في الولايات المتحدة.